# Roger Lévêque
Roger Lévêque (Saint-Nazaire, 5 de desembre de 1920 - Saint-Avertin, 30 de juny de 2002 va ser un ciclista francès que fou professional entre 1946 i 1953. En el seu palmarès sols consta una victòria, una etapa al Tour de França de 1951. En aquesta edició va portar el mallot groc durant sis etapes.

## Palmarès
- 1947
  - 3r de la Bordeus-París
- 1948
  - 2n del Gran Premi de l'Équipe
  - 3r al Circuit de l'Aulne
- 1951
  - Vencedor d'una etapa al Tour de França.

### Resultats al Tour de França
- 1947. 24è de la classificació general
- 1948. Abandona (7a etapa)
- 1949. 31è è de la classificació general
- 1951. 30è è de la classificació general. Vencedor d'una etapa. Porta el mallot groc durant 6 etapes